# NGC 3526
NGC 3526 = NGC 3531 ist eine Spiralgalaxie vom Hubble-Typ Sc im Sternbild Löwe auf der Ekliptik. Sie ist schätzungsweise 59 Millionen Lichtjahre von der Milchstraße entfernt.
Das Objekt wurde am 25. März 1865 von dem deutschen Astronomen Albert Marth entdeckt.